# Joannes Jennyn
Joannes Jennyn (Brugge of Ieper, ca. 1601 - Ieper, 12 januari 1657) was een Zuid-Nederlands schrijver.

## Levensloop
Jennyn was een zoon van Sebastiaan Jennyn († Brussel, 1636) en Maria Batemans († Brugge, 1737). Hij had als oudere broer Willem Jennyn (ca. 1600-1657) en als jongere broers Philippus Jennyn (ca. 1602-1670) en Sebastiaan Jennyn (ca. 1603-1679). De vier broers werden rooms-katholiek priester.
Joannes volbracht zijn middelbare studies waarschijnlijk in Brugge, waarna hij naar de universiteit van Douai trok en er promoveerde tot baccalaureus in de godgeleerdheid. Vijftien jaar later zou hij aan dezelfde universiteit, waarschijnlijk van op afstand, tot licentiaat en tot doctor in de godgeleerdheid promoveren. Hij werd na zijn priesterwijding pastoor in Sint-Bertinus, Poperinge, met overplaatsing in 1535 naar Westkapelle. Daar bleef hij amper een jaar en op 14 december 1536 werd hij pastoor van Sint-Gillis in Brugge. Een jaar later werd hij ook bijkomend tot deken van Damme benoemd.
De pastoorsfunctie op Sint-Gillis oefende Jennyn uit tot in 1655. Toen werd hij kanunnik benoemd van de Sint-Maartenskerk in Ieper, met bijhorende prebende, en hij verhuisde naar deze stad. Binnen het kapittel werd hij benoemd tot penitencier en tot protonotarius apostolicus. Hij overleed al na een paar jaar. Dit werd althans door Ernest Rembry gemeld, terwijl de Biographie Nationale schrijft dat hij kanunnik werd in de kathedraal van Brugge en in deze stad overleed.
Het decanaat in Damme bekleedde hij met volle inzet, maar de dubbele activiteit woog hem na enkele jaren te zwaar en in 1643 diende hij ontslag uit deze functie in.
Tijdens zijn pastoorschap in Sint-Gillis werd hij algemeen directeur van de Confrérie van de Heilige Drievuldigheid voor de bevrijding van gevangenen die als slaven werden behandeld, een opdracht waar hij zich hard voor inzette.

## Publicaties
- Het Broederschap der Alderheylighste Dryvuldigheyt van de verlossinge der gevangen slaven, Brugge, Nicolae Breyghel, 1644.
- Kort verhael vanden instel met de principaelste graciën, privilegiën en aflaeten van het H. Broederschap der Alderheyligste Drievuldigheyt vande verlossinghe der gevanghen slaven, mitsgaders van eenighe verlossinghen der selver slaven, Brugge, Lucas Van de Kerckhove, 1646.
- Vera Confraternitatis Sanctissimae Trinitatis de redemptione captivorum (...)', Brugge, Lucas Van de Kerckhove, 1649.
- De indulgentiis ordinis et confraterni tatis S. S. Trinitati redemptionis captivorum, redevoering door Joannes Jennyn ter gelegenheid van zijn promotie tot licentiaat, 1652.